# Crataegus pinnatifida
Aubépine de Chine
Espèce
Classification phylogénétique
Statut de conservation UICN

 LC  : Préoccupation mineure
Crataegus pinnatifida, l’aubépine de Chine, est une espèce de plantes à fleurs de la famille des Rosaceae, originaire de Chine, de Corée et de Russie Extrême-orientale. Cette aubépine se distingue des Crataegus européennes par des feuilles profondément découpées (pennatifides) et de gros fruits (appelés « cenelle »).
Cette plante (nommée 山楂 shānzhā en chinois) est bien connue à Pékin et Tianjin par les brochettes de ses fruits enrobés d’une coque fine de caramel, vendus en hiver, sous le nom de tanghulu. Divers autres gâteaux et boissons sont tirés des shanzha. Depuis Li Shizhen, les cenelles sont utilisées en médecine chinoise. Mais ce sont les études phytochimiques et pharmacologiques du début du XXIe qui ont mis en évidences les bénéfices significatifs de l’extrait d’aubépine en tant que traitement d’appoint de l’insuffisance cardiaque chronique.

## Nomenclature et étymologie
L’espèce a été décrite et nommée Crataegus pinnatifida par Alexander von Bunge, un botaniste allemand de la Baltique, sujet de l’Empire russe, dans Mémoires présentés à l’Académie impériale des sciences de Saint-Péterbourg, en 2 :11 1833.
Avant la création de la nomenclature binominale par Carl Linné, le botaniste Joseph Pitton de Tournefort (1656-1708) dans Institutiones rei herbariae (1719), avait franchi une étape fondamentale en fournissant pour chaque plante, une planche de dessins précis sur les différents organes de la fleur et du fruit. Ce qui lui a permis de regrouper les espèces en genres, bien définis par des critères morphologiques explicites. Il a établi le genre Crataegus, en français Alisier que Linné a repris bien plus tard, en 1753. Avant Tournefort et Linné, les botanistes appelaient l’aubépine Oxyacantha, κράταιγος / κραταιγώω – krataigos / krataigôn (Théophraste, III, 15, 6) ; Sorbus torminalis L. Crantz, (Michel Chauvet).
L’étymologie de Crataegus est incertaine : ce serait un « arbre à bois dur » (ce qui est exact), de κρατύς – kratus ou κραταιός – krataios, « fort », et un *aigos à rapprocher de αιγιλωψ – aigilôps, signifiant « chêne, arbre ».
L’épithète spécifique pinnatifida est dérivé du terme latin composé de
- pinna « aile, plume », utilisé en botanique pour désigner des structures divisées comme des feuilles pennées comme une plume le long d’un rachis
- -fida, un suffixe signifiant « fendu, divisé »

caractérisant la forme de la feuille.

## Variétés
Flora of China distingue trois variétés :
- Crataegus pinnatifida var. major, N. E. Brown
- Crataegus pinnatifida var. pinnatifida
- Crataegus pinnatifida var. psilosa C. K. Schneider

Selon Plants of the World Online (POWO), il y a deux variétés acceptées :
- Crataegus pinnatifida var. pinnatifida
- Crataegus pinnatifida var. pubescens Nakai

## Synonymes
Selon WFO (World Flora Online), les synonymes sont
- Crataegus brettschneideri C.K.Schneid.
- Crataegus oxyacantha var. pinnatifida (Bunge) Regel
- Crataegus pinnatifida var. typica C.K.Schneid.
- Mespilus pentagyna var. pinnatifida (Bunge) Wenz.
- Mespilus pinnatifida (Bunge) K.Koch
- Mespilus pinnatifida var. sonfarica (Dippel) Asch. & Graebn.
- Mespilus pinnatifida var. songarica Asch. & Graebn.

La distinction entre les genres Crataegus (aubépines) et Mespilus (néfliers) se fait ainsi
- Les aubépines sont épineuses alors que les néfliers sont rarement épineux
- Les feuilles des aubépines sont profondément lobées alors que celles des néfliers sont simples et non lobées
- Les fleurs des aubépines sont en corymbe alors que celles des néfliers sont solitaires

## Habitat et distribution
L'aire de distribution naturelle de C. pinnatifida  comprend les collines et basses montagnes, les pentes ensoleillées, les forêts claires et les lisières, les prairies.
Il croit parmi les arbustes, sur les pentes et il est également cultivé.
Il est naturellement distribué en Chine (Hebei, Heilongjiang, Henan, Hubei, Jiangsu, Jilin, Liaoning, Nei Mongol, Shaanxi, Shandong, Shanxi, Xinjiang, Zhejiang), en Corée et en Russie Extrême-orientale (Amour, Manchourie, Primorié).
Selon Li Ruiyi et al. , la plante a été introduite dans des régions tempérées d’Europe et d’Amérique du Nord, avec des cas de naturalisation locale dans des régions tempérées.

## Description
Crataegus pinnatifida est un arbuste pouvant atteindre 6 m de hauteur, armé d’épines de 1–2 cm, parfois non armé.
Les bourgeons sont rouge violacé, triangulaires-ovoïdes, glabres. Un pétiole de 2–6 cm porte un limbe vert foncé dessus, largement ovale ou triangulaire-ovale, de 5-10 x 4-7,5 cm.
La feuille est  pennatipartite ou pennatifide (les sinus dépassent ou pas le milieu du demi-limbe), à 3-5 paires de lobes.
L’inflorescence est en corymbe (les fleurs sont dans un même plan) de 4–6 cm de diamètre. Chaque fleur est d’un diamètre d’environ 1,5 cm. Les 5 pétales sont d’un blanc pur, obovés ou suborbiculaires. Il y a 20 étamines. L’ovaire 5-loculé, avec 2 ovules par locule.
Le fruit est une petite pomme, rouge foncé, subglobose ou pyriforme, de 1 à 2,5 cm de diamètre, glabre, avec des sépales persistants. En français, le fruit d’aubépine, est nommé cenelle.
La floraison a lieu en mai-juin, la fructification en août-septembre.

## Utilisations
Les fruits de l’aubépine de Chine sont de petites pommes comestibles mais en raison de leur astringence ou de leur fadeur (évoluant selon leur maturité), ils sont généralement consommés après les premières gelées ce qui permet de réduire leur âpreté. Toutes sortes de confiseries ont été développées pour en faire des en-cas délicieux.
La plante Crataegus pinnatifida et son fruit sont nommés en chinois 山楂 shānzhā.

### Confiserie et snack
Traditionnellement en Chine du nord, on trouvait sur les marchés de plein air, de petits marchands ambulants proposant des brochettes de cenelles d’aubépine de Chine enrobées d’une coque fine de caramel, nommée tanghulu 糖葫芦. En raison des températures froides, le fruit et la couche de sucre à l'extérieur gelaient, rendant le tanghulu très dur et donnant l'impression de manger de la glace, d'où le nom de bing tanghulu 冰糖葫芦 « tanghulu glacé », qui reflète également sa saveur unique.
Ces dernières années, le tanghulu est également vendu en été. Mais en raison de la chaleur, la couche de sucre extérieure devient très collante et le goût est bien différent de celui de l’hiver.
Les tanghulu sont maintenant fabriqués avec d’autres fruits tels que grains de raisin, quartiers de clémentines, etc.
Les fruits de C. pinnatifida sont transformés en « gâteaux de cenelles » (山楂糕, shānzhā gāo), une pâte sucrée et acidulée très populaire. Les cenelles après avoir été dénoyautées et coupées en morceau sont cuites à l’eau. Puis les fruits mixés sont additionnés de sucre, et le mélange est cuit à nouveau jusqu’à ce qu’il épaississe. La purée est mise a sécher dans un moule.

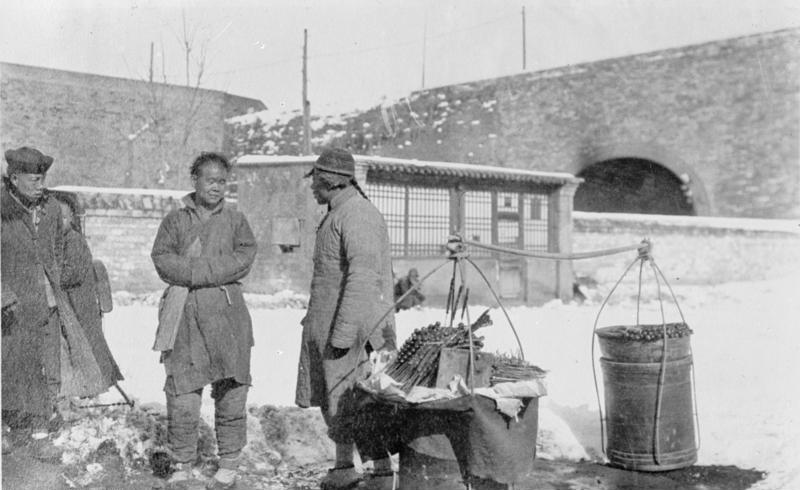
Marchand ambulant de tanghulu à Pékin, en 1900
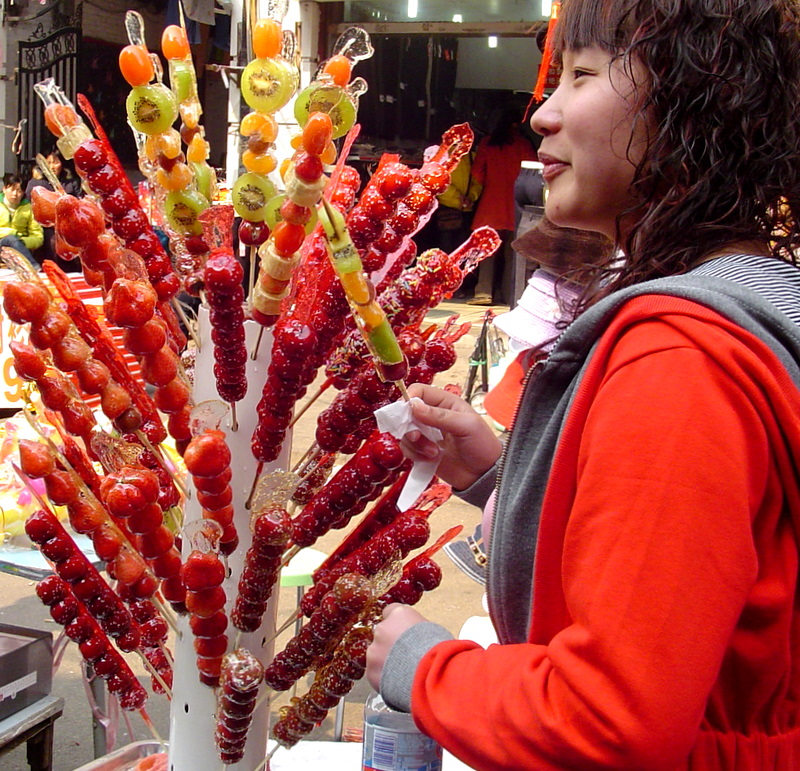
Tanghulu au choix
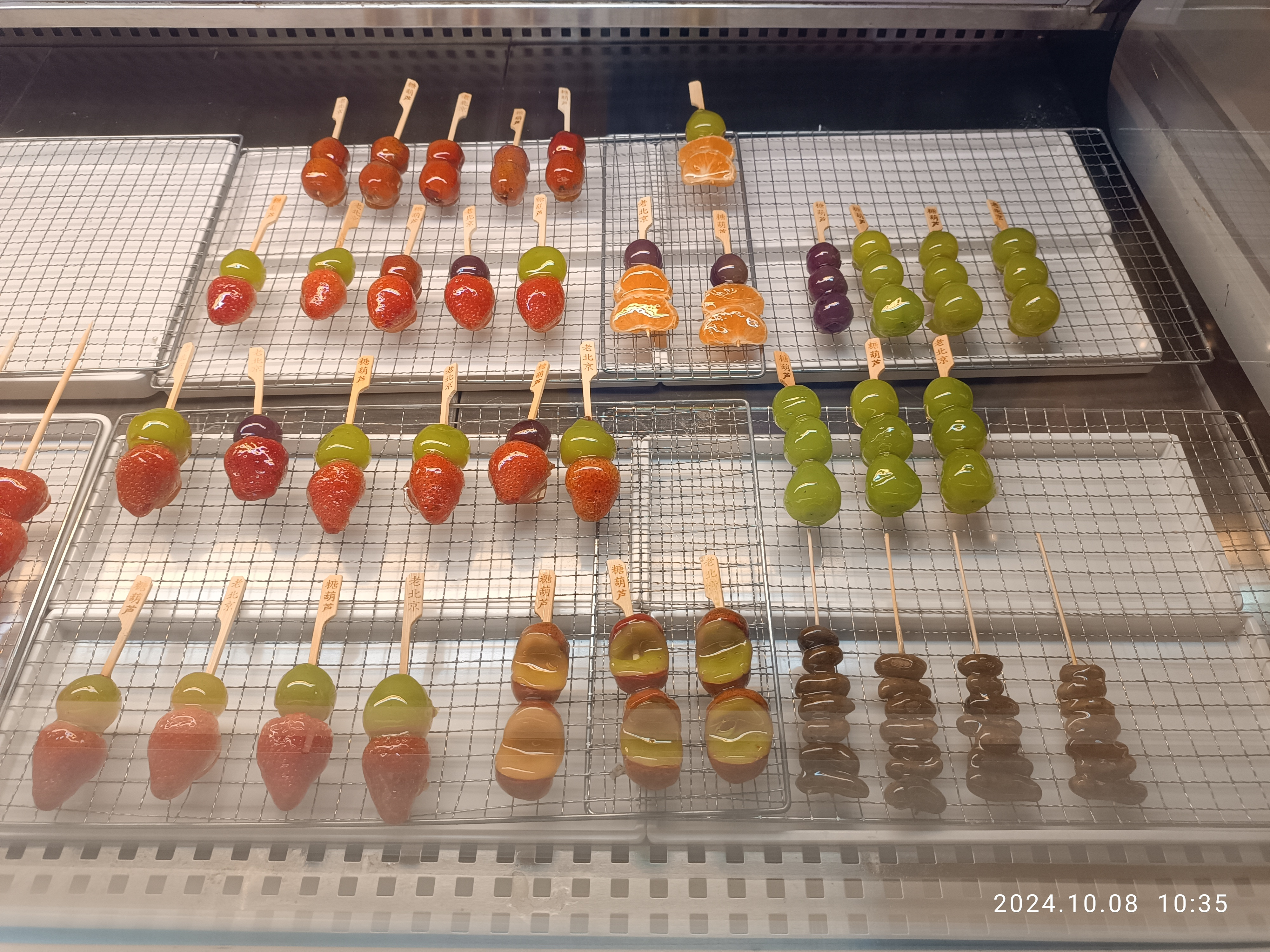
Assortiment de tanghulu fait de divers fruits

### Boissons
Les cenelles sont utilisées pour fabriquer des jus de fruits, des sirops ou des infusions, souvent pour leur goût rafraîchissant et acidulé.
Une fois fermentées, elles produisent des vins ou d'autres boissons alcoolisées.

### Utilisation médicinale
Histoire
L’aubépine chinoise 山楂 shanzha n’est mentionnée que tardivement dans les bencao (pharmacopées) chinoises. On ne la trouve pas dans la Shennong bencao jing (Ier – IIe siècles), le texte fondateur des bencao, comme on peut le vérifier facilement.
Plusieurs sites indiquent qu’elle est citée à l’époque Tang dans la Xinxiu bencao 新修本草 ou Tang bencao 唐本草 (659) ou sous les Song dans la Kai bao bencao 开宝本草 (973-974). Cependant la consultation de bases de données comme la Chinese Text Project ou comme 中醫笈成 » 典籍 ne permet pas de confirmer ces assertions, du moins sous le nom de 山楂 (shanzha).
La Bencao gangmu 本草綱目 (1593) de Li Shizhen rapportent l'utilisation de shanzha 山楂, mais sans préciser de source plus ancienne fiable. Il mentionne son utilisation pour les douleurs lombaires des personnes âgées, pour les saignements rectaux dus à des troubles intestinaux, pour la digestion difficile de la viande, pour les accouchements difficiles.
Shanzha médicinale
Au cours des dernières décennies, plus de 250 composés phytochimiques contenant des lignanes, des phénylpropanoïdes, des flavonoïdes, des triterpénoïdes et leurs glycosides, ont été isolés et caractérisés à partir de différentes parties de la plante. Les flavonoïdes et les triterpénoïdes sont des composants bioactifs majeurs qui ont un large spectre d’actions pharmacologiques à faible toxicité in vitro et in vivo,, avec des effets pharmacologiques larges et une faible toxicité sur, par exemple, les systèmes cardiovasculaire, digestif et endocrinien, ainsi que les micro-organismes pathogènes.
La flavone extraite de C. pinnatifida peut manifestement diminuer les taux sériques de cholestérol total (CT), de triglycérides et de cholestérol à lipoprotéines de basse densité (LDLC) dans des modèles de lapin et de rat trop riches en graisses / cholestérol, suggérant son utilisation pour traiter l’athérosclérose.
Des études ont montré que les principaux constituants de l’effet antihyperlipidémique de C. pinnatifida sont l’hypérine et l’acide ursolique. Les flavonoïdes totaux de C. pinnatifida ont des effets antihyperlipidémiques significatifs et ont amélioré la fonction vasculaire de rats modèles d’hyperlipidémie.
Les extraits de C. pinnatifida peuvent réduire la pression artérielle lentement et durablement chez les souris, les lapins et les chats, par le mécanisme lié à l’expansion des vaisseaux périphériques, obtenu par les composants actifs comme les dimères ou multimères de flavanols. Sur les rats souffrant d’hypertension et d’hyperlipoïdémie, des extraits de C. pinnatifida aux doses de 1,5 et 2,25 g/kg/j pourraient maintenir la pression artérielle des rats.
Pitter Max et al ont effectué une méta-analyse visant à évaluer les preuves issues d’essais cliniques rigoureux sur l’utilisation de l’extrait d’aubépine pour traiter les patients atteints d’insuffisance cardiaque chronique. Ces études étaient randomisées, en double aveugle et contrôlées par placebo, et utilisaient des monopréparations d’extrait d’aubépine. Cette méta-analyse montre que le traitement à l’extrait d’aubépine était plus bénéfique que le placebo en ce qui concerne le résultat physiologique de la charge de travail. Les symptômes tels que la dyspnée et la fatigue se sont considérablement améliorés avec le traitement à l’aubépine par rapport au placebo. Ces résultats suggèrent qu’il existe un bénéfice significatif de l’extrait d’aubépine en tant que traitement d’appoint de l’insuffisance cardiaque chronique.